# Canoë-kayak aux Jeux olympiques d'été de 1984
Navigation
Moscou 1980 Séoul 1988
Résultats des épreuves de Canoë-kayak aux Jeux olympiques d'été de 1984 à Los Angeles.

## Tableau des médailles pour le canoë-kayak
| Rang | Nation               | Or | Argent | Bronze | Total |
| ---- | -------------------- | -- | ------ | ------ | ----- |
| 1    | Nouvelle-Zélande     | 4  | 0      | 0      | 4     |
| 2    | Suède                | 2  | 4      | 0      | 6     |
| 3    | Canada               | 2  | 2      | 2      | 6     |
| 4    | Roumanie             | 2  | 1      | 1      | 4     |
| 5    | Yougoslavie          | 1  | 2      | 0      | 3     |
| 6    | Allemagne de l'Ouest | 1  | 1      | 1      | 3     |
| 7    | France               | 0  | 1      | 3      | 4     |
| 8    | Danemark             | 0  | 1      | 1      | 2     |
| 9    | Australie            | 0  | 0      | 1      | 1     |
| 9    | Pays-Bas             | 0  | 0      | 1      | 1     |
| 9    | Espagne              | 0  | 0      | 1      | 1     |
| 9    | États-Unis           | 0  | 0      | 1      | 1     |

## Course en ligne

### 500 mètres canoë monoplace hommes
| Médaille           | Nom                    | Pays     |
| ------------------ | ---------------------- | -------- |
| Médaille d'or      | Larry Cain             | Canada   |
| Médaille d'argent  | Henning Lynge Jakobsen | Danemark |
| Médaille de bronze | Costicǎ Olaru          | Roumanie |

### 1000 mètres canoë monoplace hommes
| Médaille           | Nom                    | Pays                 |
| ------------------ | ---------------------- | -------------------- |
| Médaille d'or      | Ulrich Eicke           | Allemagne de l'Ouest |
| Médaille d'argent  | Larry Cain             | Canada               |
| Médaille de bronze | Henning Lynge Jakobsen | Danemark             |

### 500 mètres canoë biplace hommes
| Médaille           | Noms                          | Pays        |
| ------------------ | ----------------------------- | ----------- |
| Médaille d'or      | Matija Ljubek Mirko Nišović   | Yougoslavie |
| Médaille d'argent  | Ivan Patzaichin Toma Simionov | Roumanie    |
| Médaille de bronze | Enrique Míguez Narciso Suárez | Espagne     |

### 1000 mètres canoë biplace hommes
| Médaille           | Noms                          | Pays        |
| ------------------ | ----------------------------- | ----------- |
| Médaille d'or      | Ivan Patzaichin Toma Simionov | Roumanie    |
| Médaille d'argent  | Matija Ljubek Mirko Nišović   | Yougoslavie |
| Médaille de bronze | Didier Hoyer Éric Renaud      | France      |

### 500 mètres kayak monoplace femmes
| Médaille           | Nom                | Pays                 |
| ------------------ | ------------------ | -------------------- |
| Médaille d'or      | Agneta Andersson   | Suède                |
| Médaille d'argent  | Barbara Schüttpelz | Allemagne de l'Ouest |
| Médaille de bronze | Annemiek Derckx    | Pays-Bas             |

### 500 mètres kayak monoplace hommes
| Médaille           | Nom              | Pays             |
| ------------------ | ---------------- | ---------------- |
| Médaille d'or      | Ian Ferguson     | Nouvelle-Zélande |
| Médaille d'argent  | Lars-Erik Moberg | Suède            |
| Médaille de bronze | Bernard Brégeon  | France           |

### 1000 mètres kayak monoplace hommes
| Médaille           | Nom           | Pays             |
| ------------------ | ------------- | ---------------- |
| Médaille d'or      | Alan Thompson | Nouvelle-Zélande |
| Médaille d'argent  | Milan Janić   | Yougoslavie      |
| Médaille de bronze | Greg Barton   | États-Unis       |

### 500 mètres kayak biplace femmes
| Médaille           | Noms                           | Pays                 |
| ------------------ | ------------------------------ | -------------------- |
| Médaille d'or      | Agneta Andersson Anna Olsson   | Suède                |
| Médaille d'argent  | Alexandra Barré Susan Holloway | Canada               |
| Médaille de bronze | Josefa Idem Barbara Schüttpelz | Allemagne de l'Ouest |

### 500 mètres kayak biplace hommes
| Médaille           | Nom                                 | Pays             |
| ------------------ | ----------------------------------- | ---------------- |
| Médaille d'or      | Ian Ferguson Paul MacDonald         | Nouvelle-Zélande |
| Médaille d'argent  | Per-Inge Bengtsson Lars-Erik Moberg | Suède            |
| Médaille de bronze | Hugh Fisher Alwyn Morris            | Canada           |

### 1000 mètres kayak biplace hommes
| Médaille           | Noms                             | Pays      |
| ------------------ | -------------------------------- | --------- |
| Médaille d'or      | Hugh Fisher Alwyn Morris         | Canada    |
| Médaille d'argent  | Bernard Brégeon Patrick Lefoulon | France    |
| Médaille de bronze | Barry Kelly Grant Kenny          | Australie |

### 500 mètres kayak quatre places femmes
| Médaille           | Noms                                                                     | Pays     |
| ------------------ | ------------------------------------------------------------------------ | -------- |
| Médaille d'or      | Agafia Constantin Nastasia Nichitov-Ionescu Tecla Marinescu Maria Ştefan | Roumanie |
| Médaille d'argent  | Agneta Andersson Anna Olsson Eva Karlsson Susanne Wiberg-Gunnarsson      | Suède    |
| Médaille de bronze | Alexandra Barré Lucie Guay Susan Holloway Barbara Olmsted                | Canada   |

### 1000 mètres kayak quatre places hommes
| Médaille           | Nom                                                                | Pays             |
| ------------------ | ------------------------------------------------------------------ | ---------------- |
| Médaille d'or      | Grant Bramwell Ian Ferguson Paul MacDonald Alan Thompson           | Nouvelle-Zélande |
| Médaille d'argent  | Per-Inge Bengtsson Tommy Karls Lars-Erik Moberg Thomas Ohlsson     | Suède            |
| Médaille de bronze | François Barouh Philippe Boccara Pascal Boucherit Didier Vavasseur | France           |